# Cité médiévale de Pérouges
La cité médiévale de Pérouges ou encore le Vieux Pérouges est une ancienne ville médiévale fortifiée située à Pérouges dans le département de l'Ain en région Auvergne-Rhône-Alpes. Ses murailles datent des XIVe et XVe siècles et elle a conservé un grand nombre de maisons médiévales.
Ses quatre-vingts monuments historiques  et son classement parmi les Plus Beaux Villages de France lui permettent d'être un site touristique très visité. En 2010, 268 720 visiteurs ont visité le Vieux Pérouges, faisant ainsi de la cité médiévale le 2e site en taux de fréquentation du département de l'Ain, derrière la basilique d'Ars et devant le parc des oiseaux.

## Localisation
La cité médiévale de Pérouges est située dans le département français de l'Ain, en région Auvergne-Rhône-Alpes et appartient à l'aire urbaine de Lyon. Elle est bâtie sur le relief de la côtière à l’extrême sud du plateau de la Dombes, sur un éperon de tuf, à 286 mètres d'altitude, escarpé sur trois de ses côtés.

## Historique

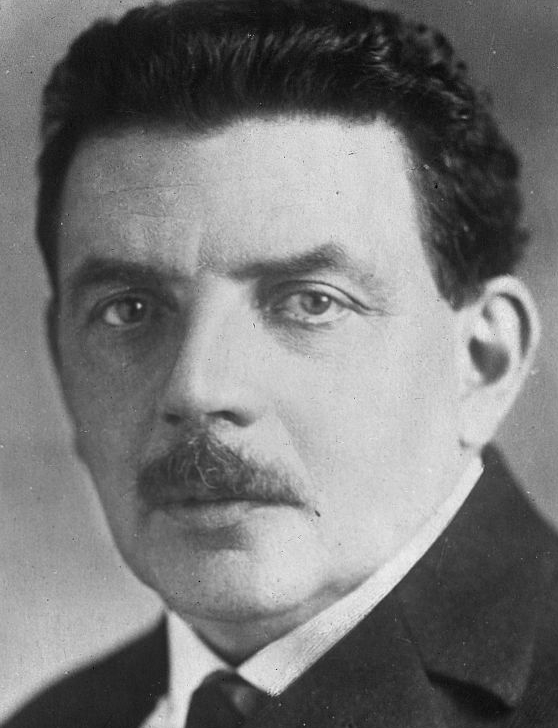
Édouard Herriot, l'un des fondateurs du Comité du Vieux Pérouges.

Le château et la cité de Pérouges sont vers 1130 aux mains de Guichard d'Anthon, un vassal des comtes de Forez et de Lyon.
Dès 1167, la cité a un usage de forteresse ; le seigneur d'Anthon s'y réfugie pour résister aux troupes de l'archevêque de Lyon. Au cours du XIIIe siècle, la cité prospère notamment grâce à l'artisanat du tissage.
En 1173, la permutation entre Guigues II, comte de Forez et de Lyon, et l’Église de Lyon, nous apprend que le comte a cédé, par-delà le Rhône et la Saône, tout ce qu'il possédait à l’Église de Lyon pour en jouir à perpétuité, dont le château de Pérouges, que Guichard d'Anthon possédait de lui en fief.
Au XIIIe siècle, le château et la seigneurie échoient par mariage à la maison de Genève. En 1319, Pérouges est acquis par les Dauphins de Viennois. Le 29 mars 1349, elle passe au royaume de France lors du transport du Dauphiné à la France à la suite du traité de Romans. Le 5 janvier 1354 (ancien style), le roi de France échange la cité avec le comte de Savoie à la suite du traité de Paris contre divers biens, et constitue ainsi un poste avancé du comté de Savoie.
Au XVe siècle, le château et la cité sont la possession du comte Philippe de Bresse, frère cadet d'Amédée IX de Savoie. En 1468, Pérouges résiste victorieusement aux deux mille hommes du sire de Comminges, gouverneur du Dauphiné, lors de l'envahissement de la Bresse. En récompense les habitants se verront, pour une durée de vingt ans, exempts de tailles, fouages, subsides et autres impositions, à charge de reconstruire l'église et de réparer les fortifications.
Le Traité de Lyon en 1601 adjoindra la cité médiévale à la France, à l'instar de plusieurs régions historiques ; la Dombes, la Bresse et le Pays de Gex. La vocation militaire de la cité médiévale disparaît alors.
À la fin du XIXe siècle, la population locale, soumise à l'exode rural, aurait vu sa population tomber à moins de dix habitants. La cité médiévale devenant alors de plus en plus une ville vidée de ses habitants, un projet de démolition est envisagé au début du XXe siècle.

### XXesiècleou l'histoire d'une sauvegarde
En 1909, la démolition de la cité médiévale est envisagée. Celle-ci provoque l'opposition d'Anthelme Thibaut qui amorce la coordination de la défense du site, en particulier en tentant d'alerter la presse.
En 1911, est créé à Lyon le Comité de Défense et de Conservation du Vieux Pérouges dont l'un des principaux fondateurs fut Édouard Herriot, alors maire de Lyon et dont l'objectif est la préservation du site. Le comité participe activement à la restauration des maisons médiévales de la cité et crée dès 1912 le musée du Vieux Pérouges, installé dans la Maison du Prince, qui inclut également la tour de guet et un hortulus.

## Description

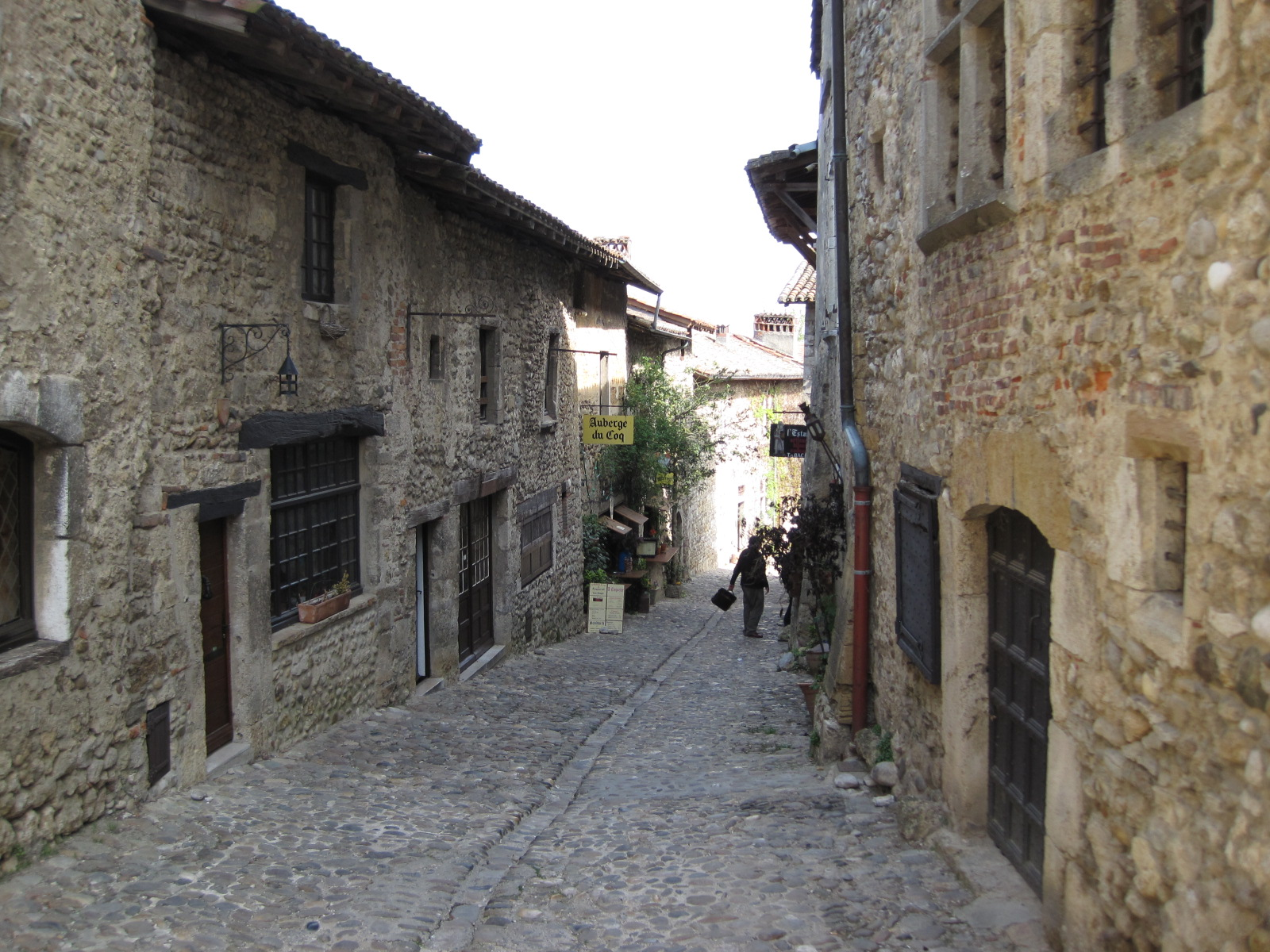
Rue des Rondes.

L'enceinte de forme elliptique, des XIVe et XVe siècles, qui fait l'objet de plusieurs classements aux titres des monuments historiques,,, est formé par le front extérieur d'une rangée continue de maisons. Cet elliptique a pour grand axe une direction sud-est - nord-ouest. Sur cette face les maçonneries des maisons sont épaisses de plus d'un mètre. Il est en outre interdit, à moins d'une autorisation spéciale et le versement d'une taxe, de pratiquer des ouvertures dans ces mêmes maçonneries. Les décrochements assuraient le flanquement et les trous de boulins encore visibles de nos jours témoignent d'une défense verticale depuis des hourds.
Le tour complet de la cité se fait à l'intérieur, devant la première rangée de maisons, par la rue des Rondes. En outre la cité est traversée de part en part par une rue que ferme à chaque extrémité une porte ; au nord-ouest, la Porte d'En-Haut, et à l'opposé, au sud-est, la Porte d'En-Bas. Ces deux portes sont les seuls accès à la bourgade. Ouvertes en tiers-point et protégées chacune par une grosse tour carrée, celle du nord-ouest, qui est la porte principale, est double et a conservé l'un des vantaux médiévaux.
L'église fortifiée a l'un de ses murs gouttereaux intégré à l'enceinte. Il est percé d'archères. Le chemin de ronde qui court sur le sommet des courtines traverse la tribune de la façade et passe au-dessus des voûtes latérales.

### Rue des Rondes
Outre les remparts, un certain nombre de monuments historiques sont situés rue des Rondes : l'hôpital de Pérouges et plusieurs maisons dont la maison Bache, la maison Gerlier ou encore la maison Mandon.

### Place de la Halle

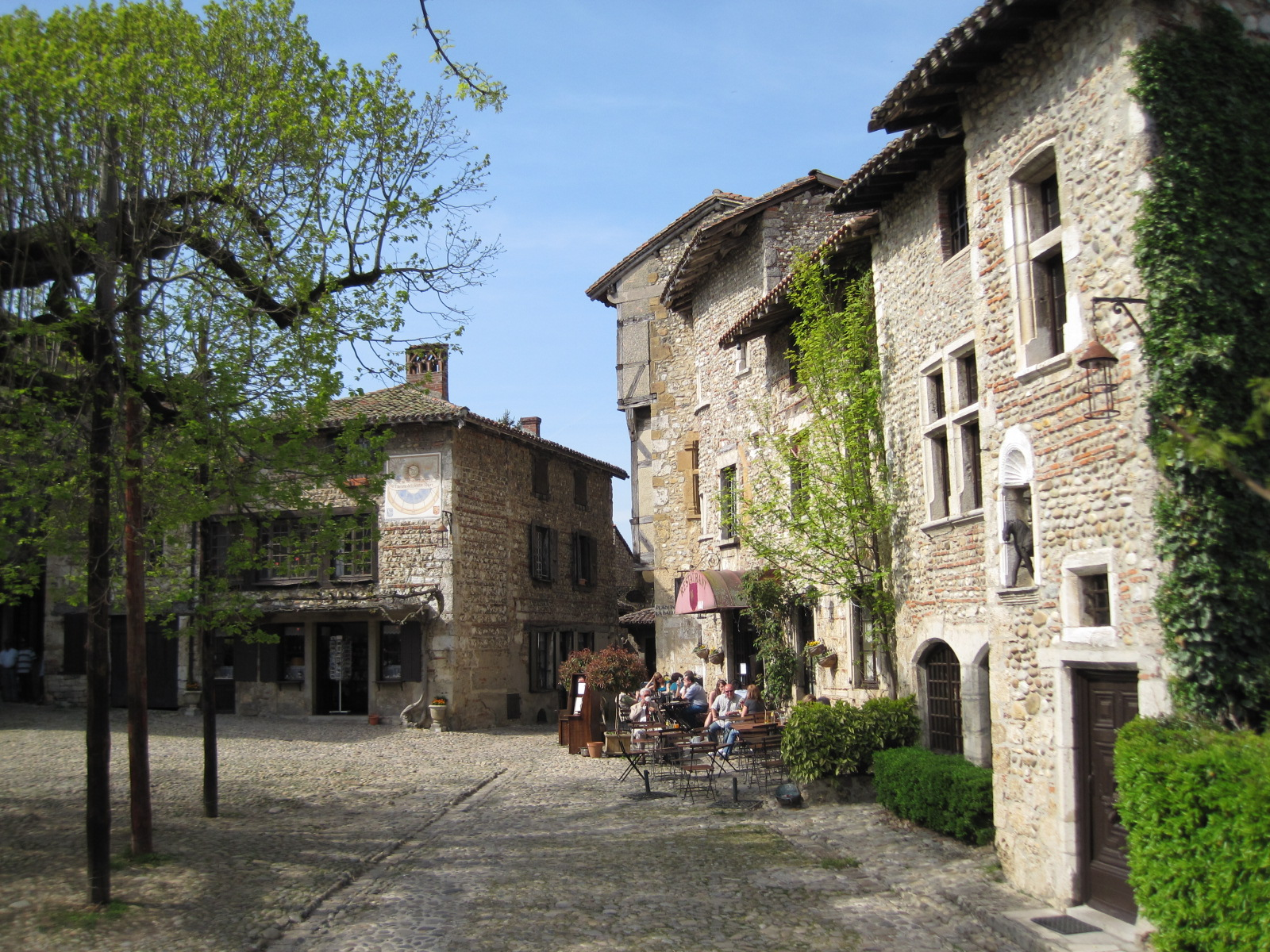
La place de la Halle, avec la maison du Petit-Saint-Georges au 1er plan et la maison du Cadran Solaire au fond.

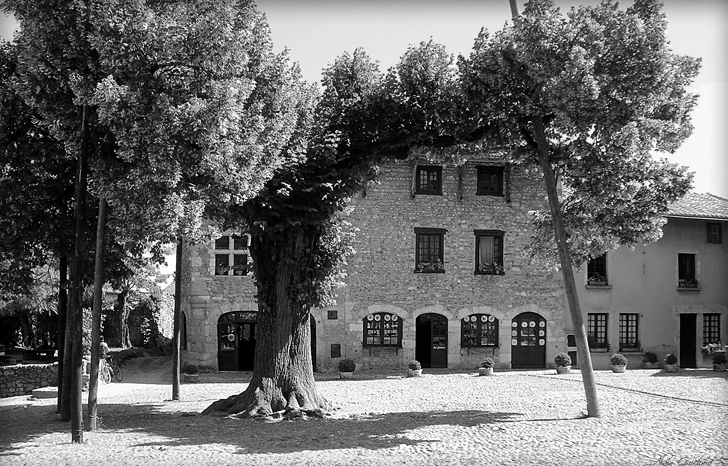
Vue du tilleul bicentenaire, au centre de la place de la Halle.

La place de la Halle, nommée également « place du tilleul », constitue le cœur géographique du Vieux Pérouges.
On y recense un certain nombre de monuments historiques parmi lesquels l'hostellerie du Vieux Pérouges, toujours en activité, la maison du Petit-Saint-Georges ou encore la maison du Cadran Solaire.
Au centre de la place, fut planté avant la Révolution française[réf. souhaitée], le tilleul de Pérouges, site naturel classé ; cela explique l'autre nom de la place notamment utilisé pour les adresses postales.

### Place de l'église, Porte d'En-Haut
La place de l'église est située au nord-ouest de la cité et accueille notamment la Porte d'En-Haut et l'église-fortifiée qui est depuis 1997, la principale salle de concert, du festival, le Printemps de Pérouges.

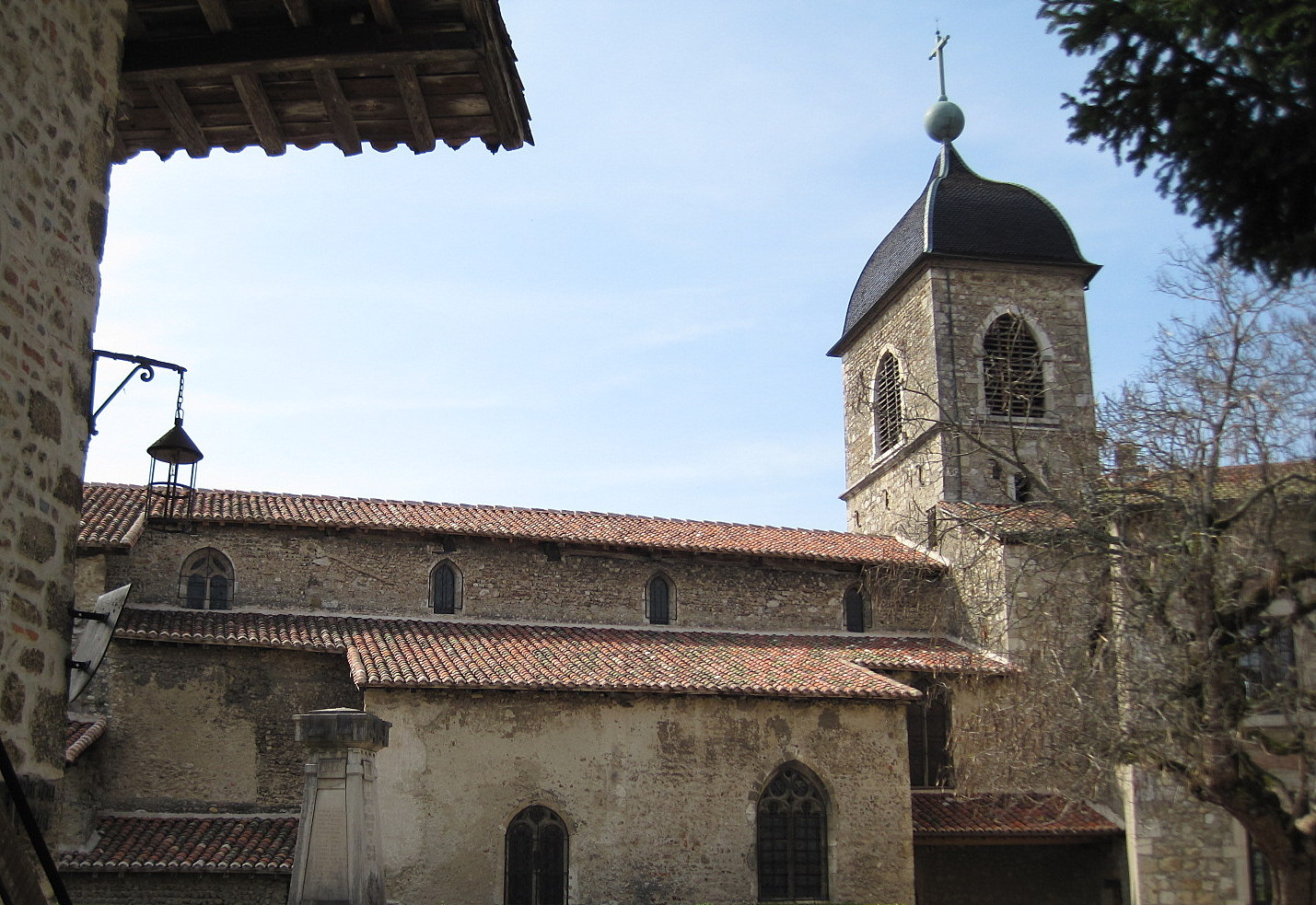
L'église-fortifiée située place de l'église.
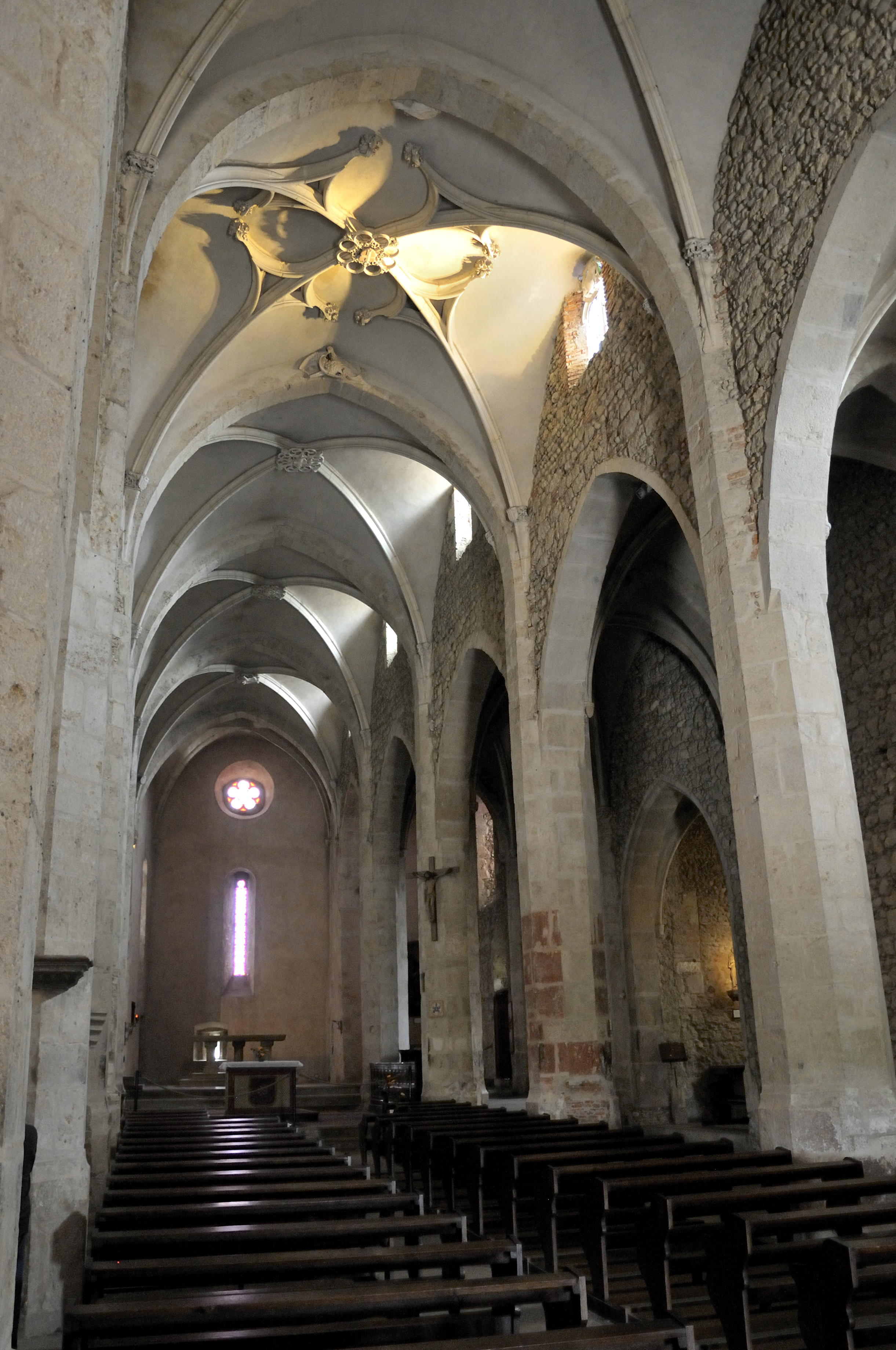
nef de l'église Sainte-Marie-Madeleine de Pérouges.
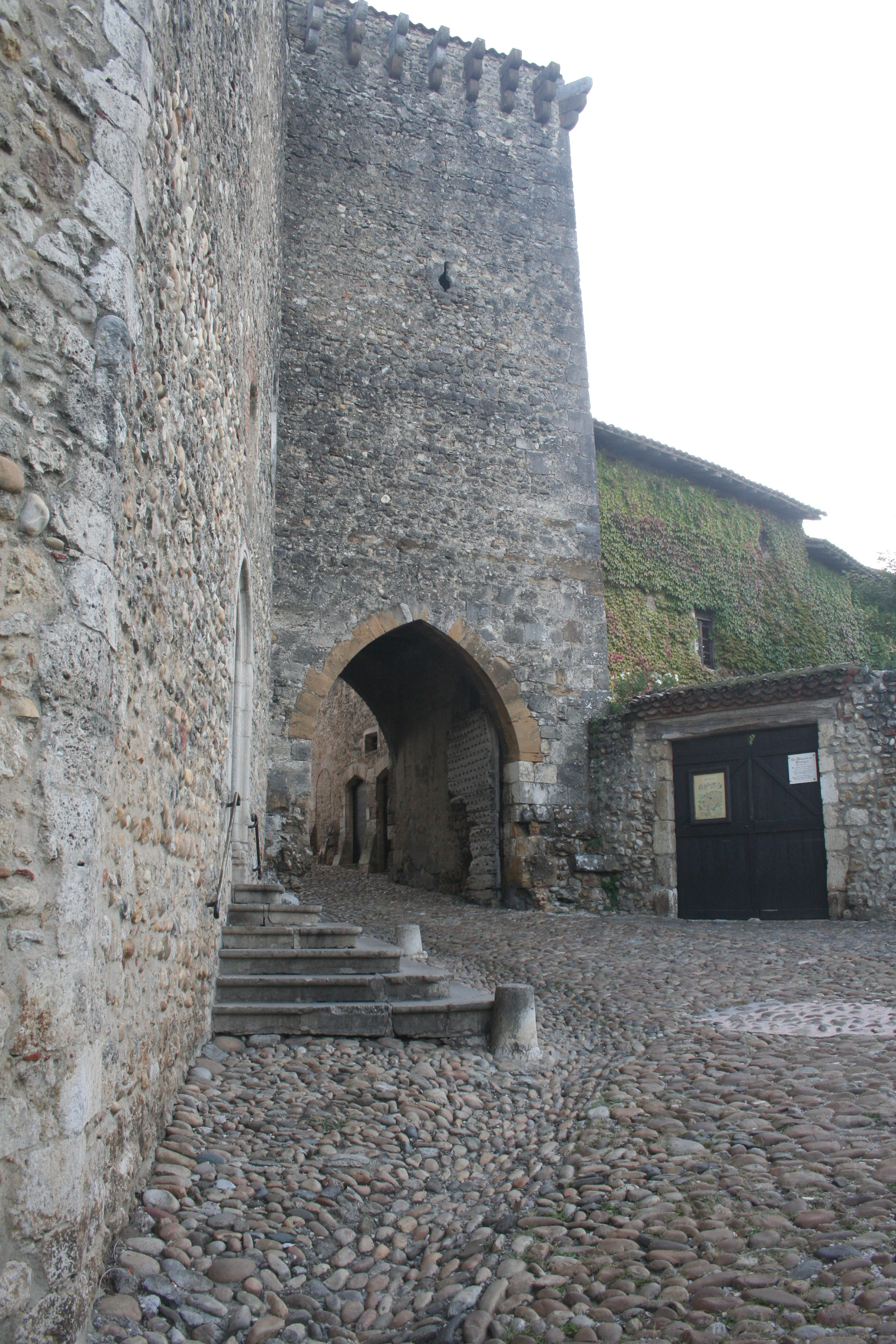
Vue de la Porte d'En-Haut qui constitue l'accès à la cité médiévale situé au nord-ouest.

### D'une porte à l'autre

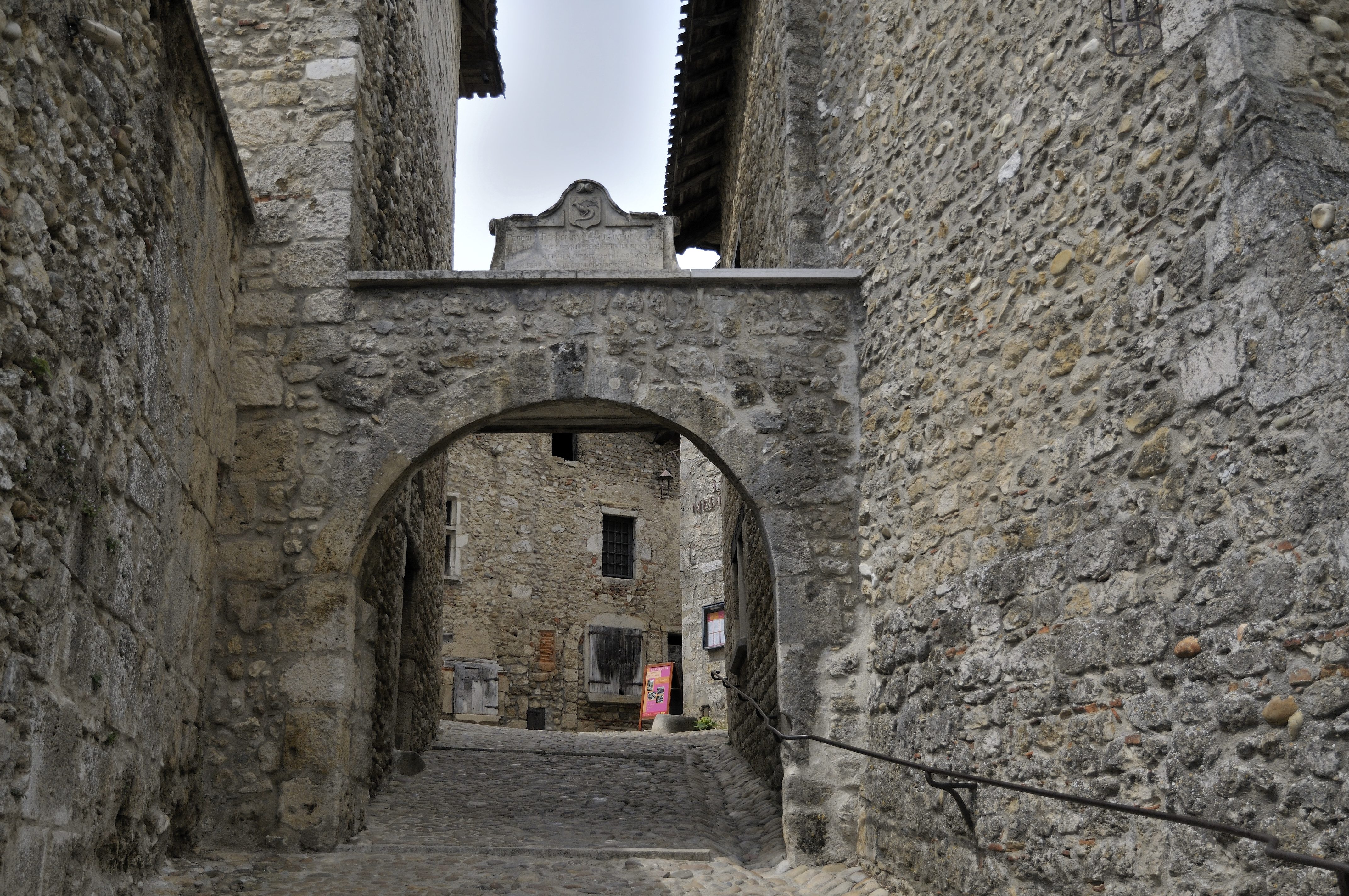
Porte d'En-Bas.

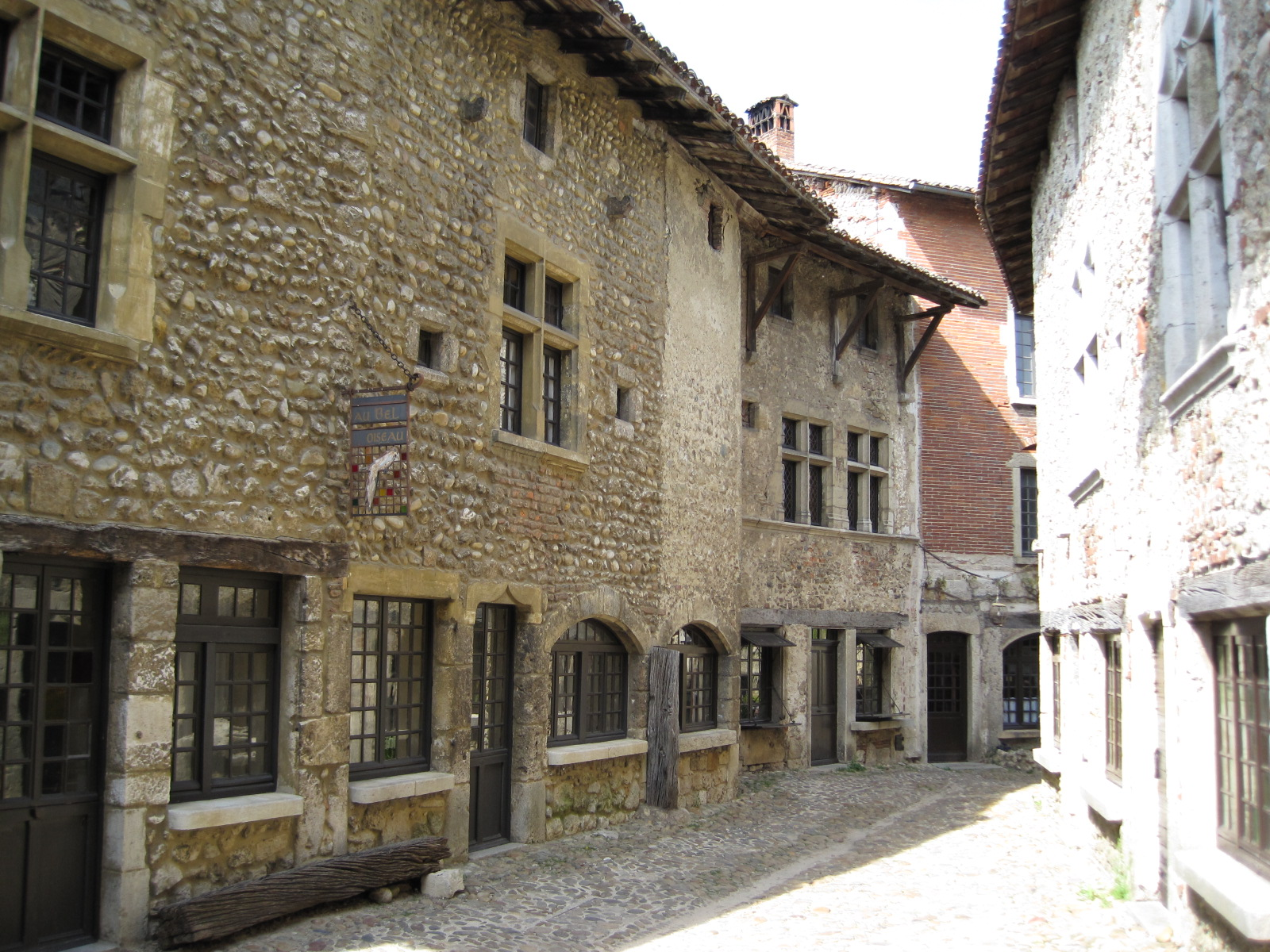
La maison du bel oiseau, rue du Prince.

#### Rue du Prince
La rue du Prince, ou rue des Princes, est une rue qui relie la place de l'église et la Porte d'En-Haut, à la place de la Halle. La maison du Prince et le Musée du Vieux Pérouges se trouvent dans cette rue.
À noter qu'une partie de la rue du Prince se nomme « rue Betuard », Betuard étant le patronyme d'une vieille famille de Pérouges.

#### Rue du Tambour
La rue du Tambour est en quelque sorte le vis-à-vis de la rue du Prince ; elle relie la place de la Halle à la Porte d'En-Bas. Ainsi la rue du Prince et la rue du Tambour, via la place de la Halle relient les deux portes de la cité ; à remarquer notamment la maison Sambet-Bailly.

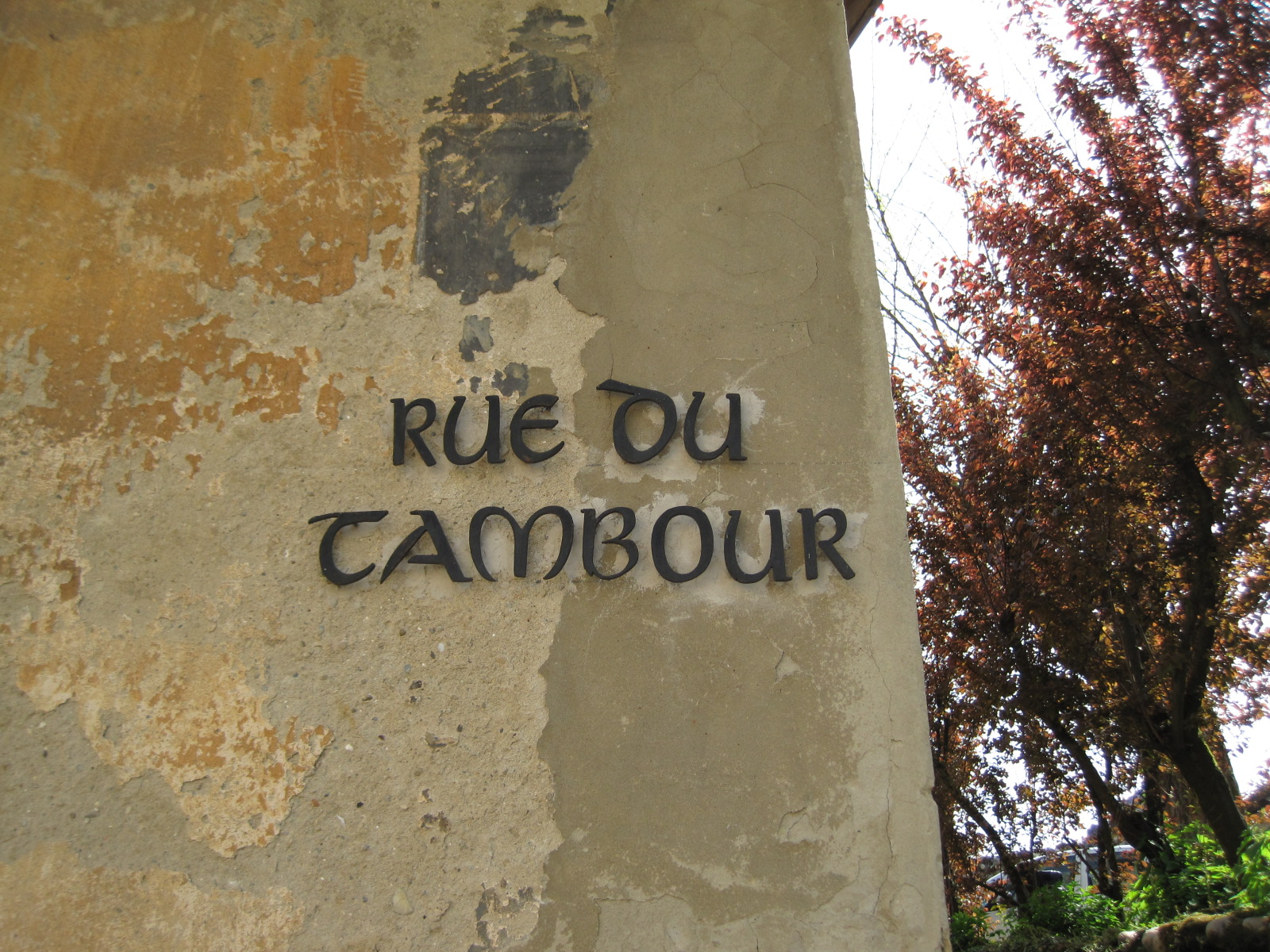
Panneau indicateur de la rue du Tambour.
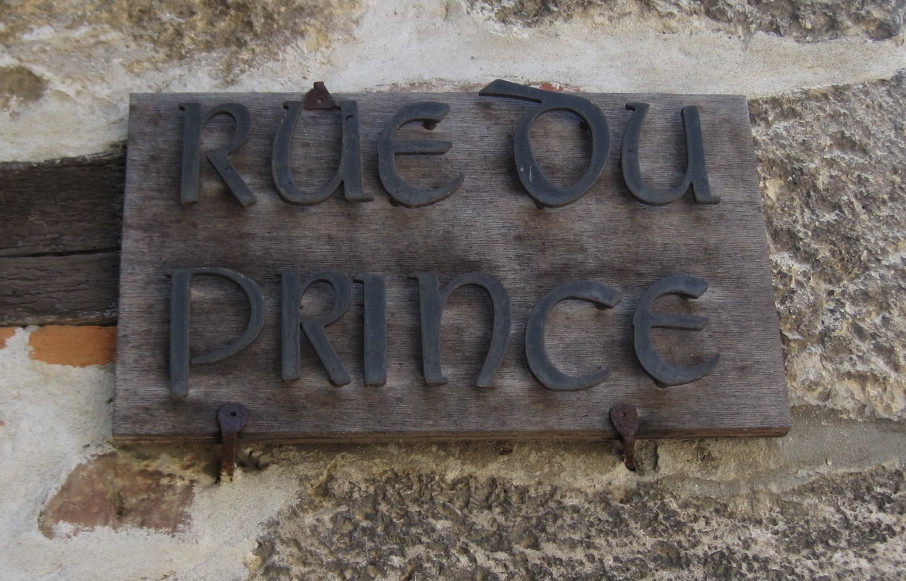
Panneau indicateur de la rue du Prince.

#### Rue des Contreforts
Immeuble de la rue des Contreforts, « Maison des peintres de Pérouges ».

## Château de Pérouges
Du château fondé au XIIe siècle il ne subsiste qu'un bâtiment de la fin du Moyen Âge. Six couleuvrines seront achetées, en 1431, pour en assurer la défense. La tour de la salle du comte, la plate-forme de la tour supportant le haut maisonnement ainsi que la guette sont rebâtis en 1483.

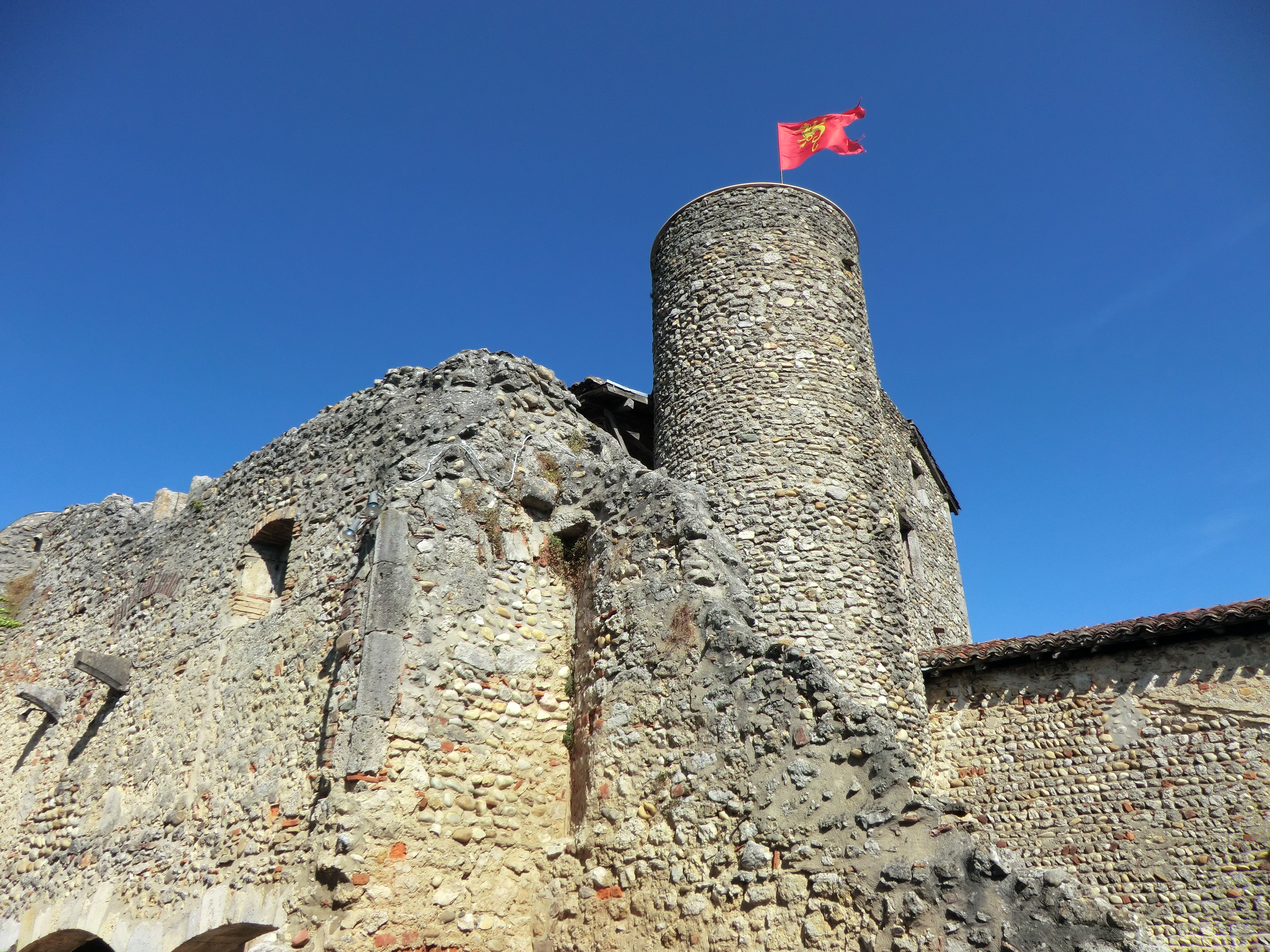
Tour de guet.
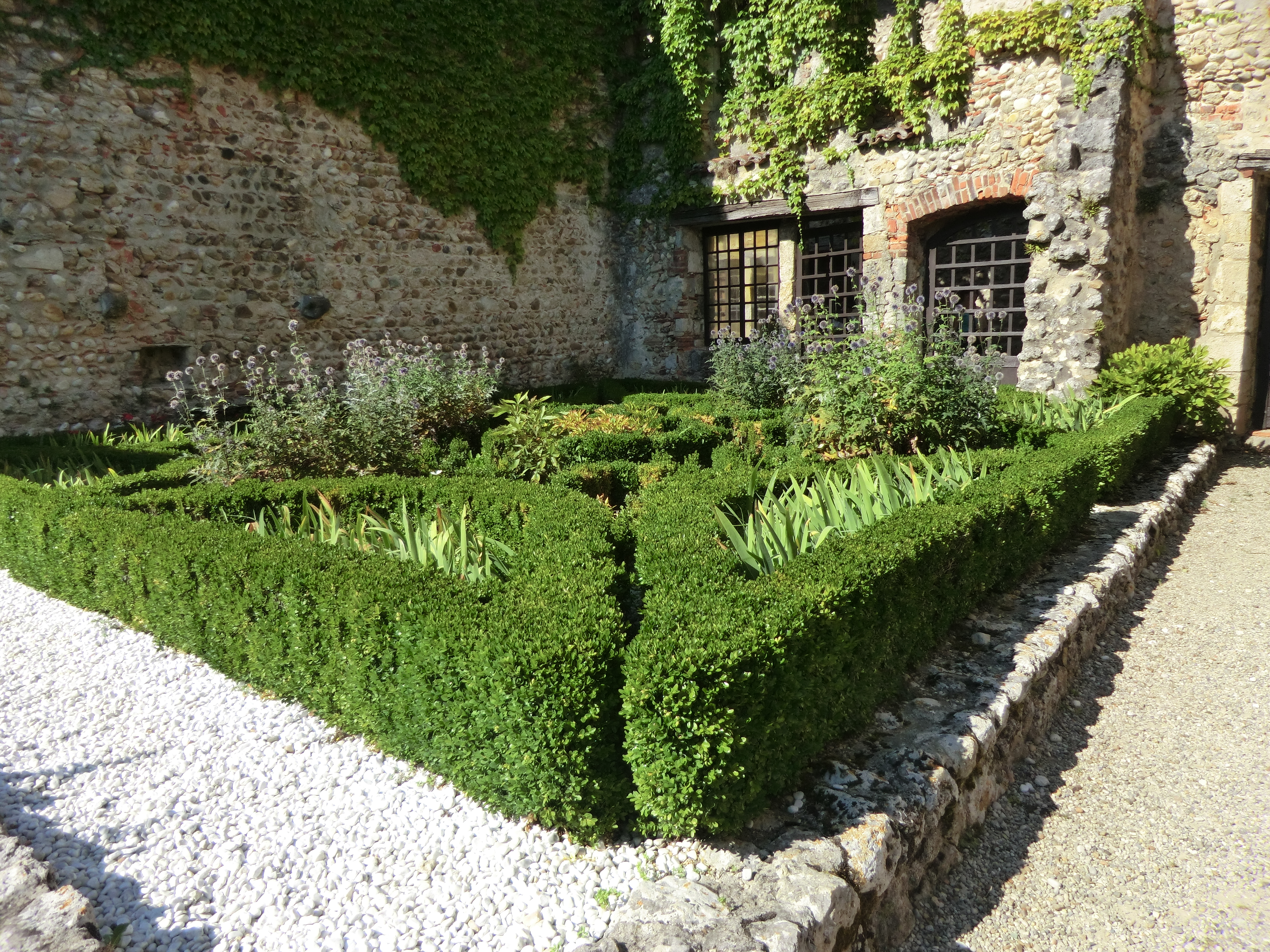
Hortulus du musée du Vieux Pérouges.
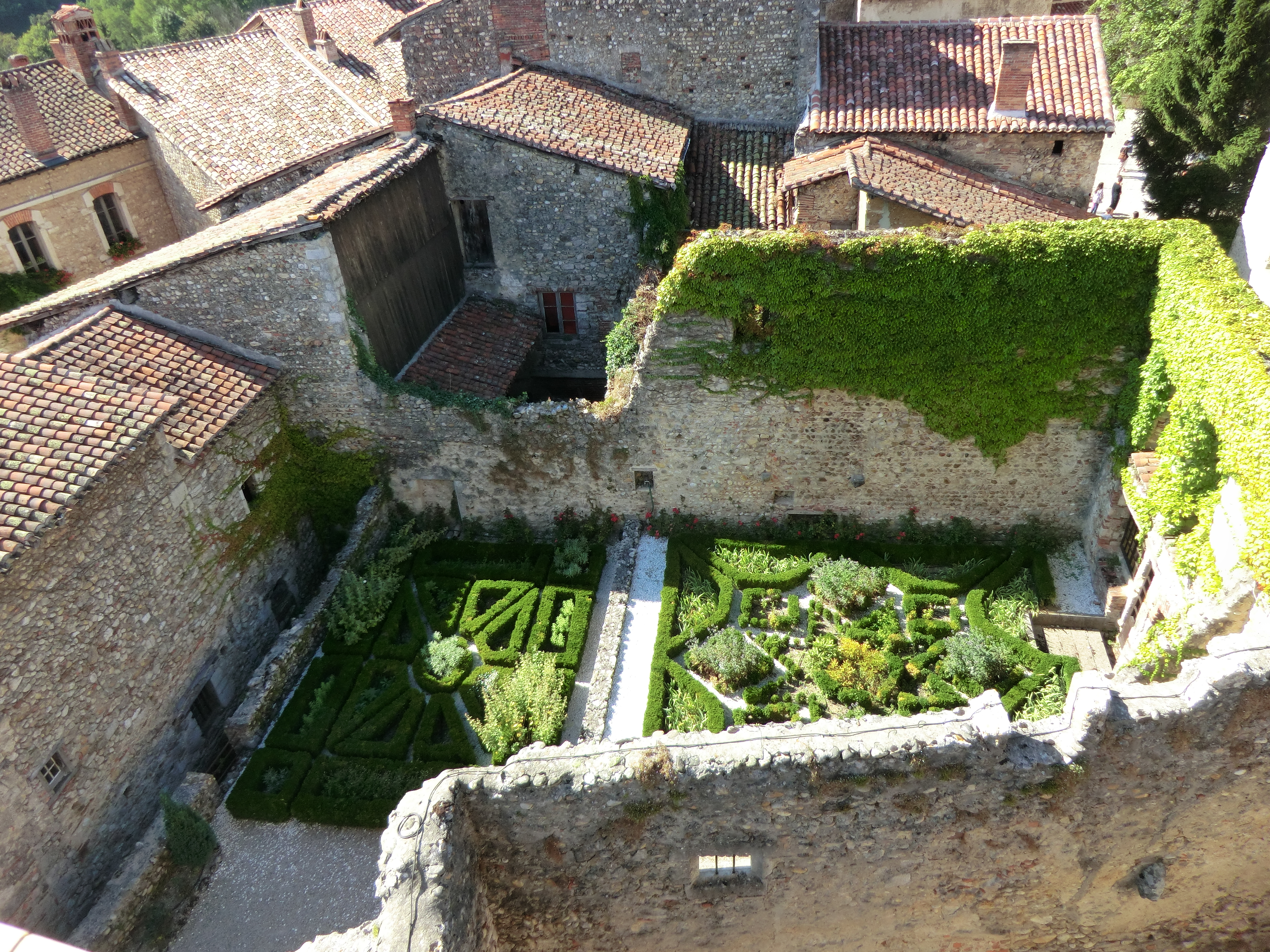
Vue de l'hortulus depuis le haut de la tour de guet.

## Le Vieux Pérouges et la culture

### Gastronomie

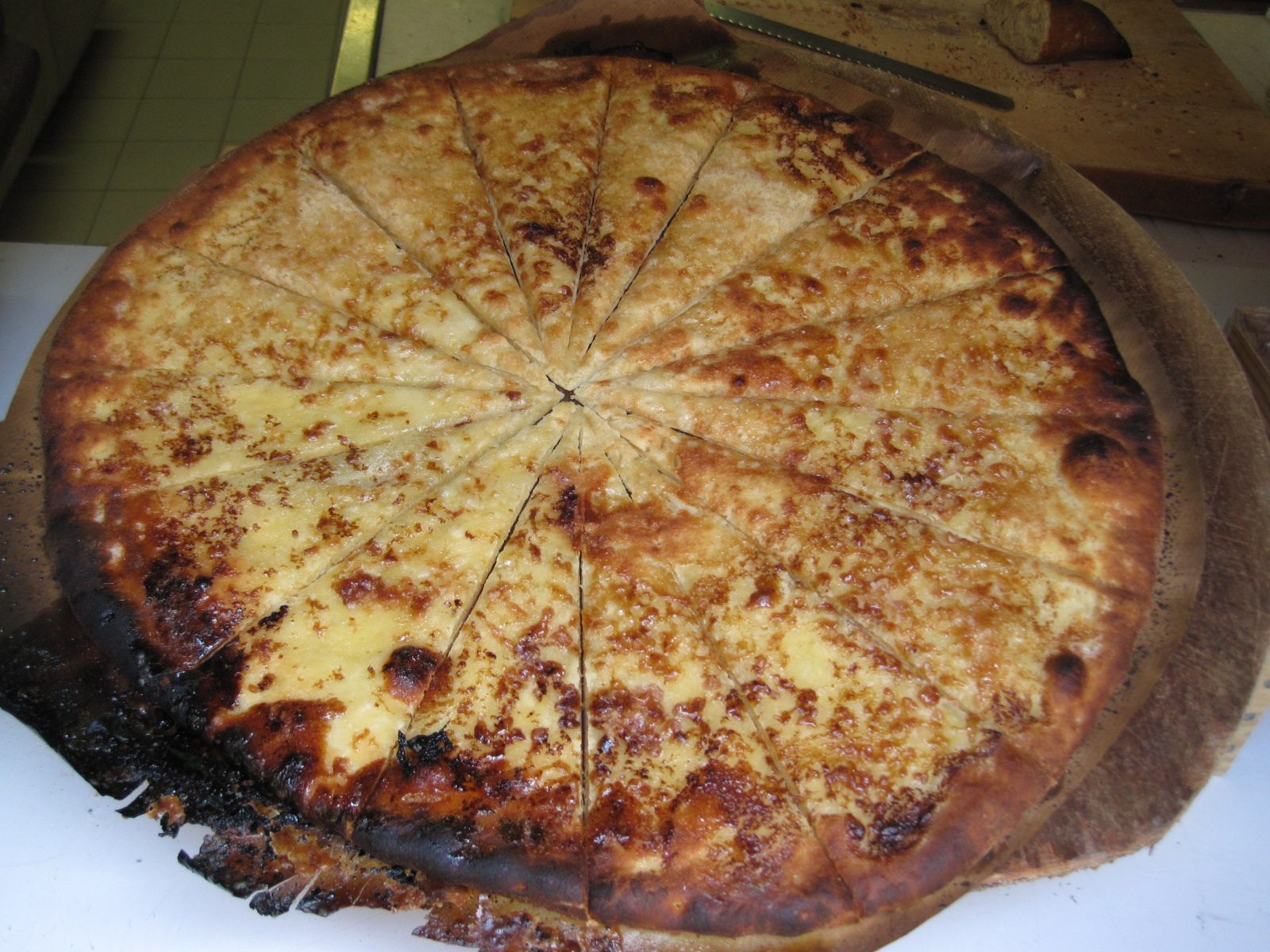
Une galette au sucre de Pérouges.

La galette au sucre de Pérouges (marque déposée par les descendants d'Anthelme Thibaut) est une spécialité culinaire de la cité médiévale.

### Cinéma

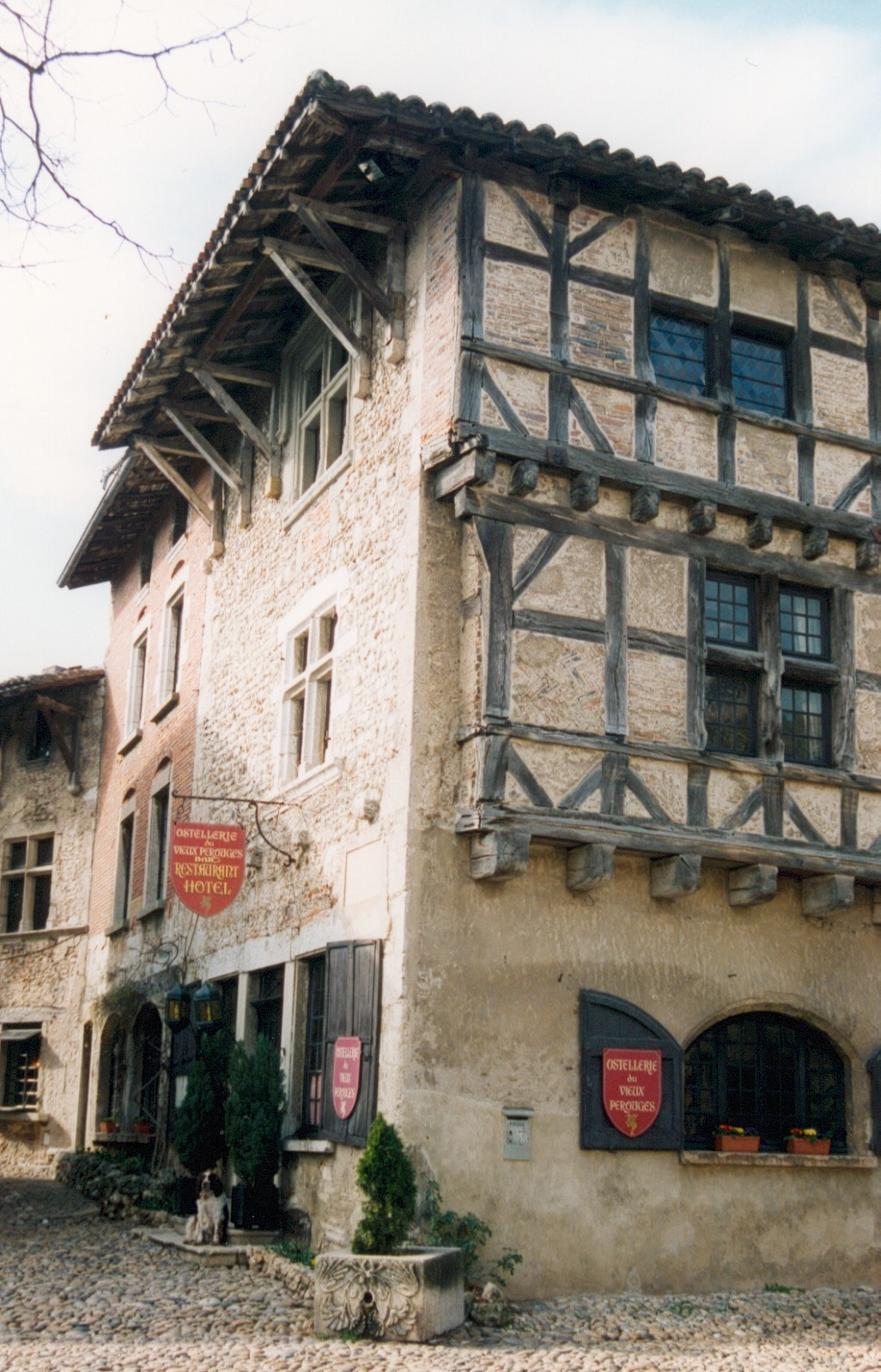
L'hostellerie.

La cité médiévale a servi de décor à un certain nombre de films ; l'hostellerie a en particulier, été plusieurs fois utilisée pour des scènes se déroulant dans une auberge. On peut notamment citer les films suivants :
- 1921 : Les Trois Mousquetaires de Henri Diamant-Berger ;
- 1924 : Mandrin de Henri Fescourt ;
- 1932 : Les Trois Mousquetaires de Henri Diamant-Berger ;
- 1947 : Monsieur Vincent de Maurice Cloche ;
- 1961 : Les Trois Mousquetaires : Les Ferrets de la reine de Bernard Borderie ;
- 1961 : Les Trois Mousquetaires : La Vengeance de Milady de Bernard Borderie ;
- 1964 : Angélique, Marquise des anges de Bernard Borderie ;
- 1993 : L'Heure du cochon (The Hour of the Pig) de Leslie Megahey[16].

### Peinture
La cité médiévale a inspiré[réf. souhaitée] de nombreux peintres ; on peut notamment citer Maurice Utrillo.

### Art Contemporain
La cité médiévale accueille depuis les années 1960 la maison des Arts Contemporains, aussi connue sous le nom de MAC Pérouges, institution organisant des expositions et des rencontres avec des artistes venus du monde entier.

### Évènements

#### Traditions locales
La Saint-Georges, célébrée autour du 23 avril, fait l'objet de manifestations locales et notamment d'une procession. En effet, saint Georges est le saint patron de Pérouges. Une légende locale explique[réf. souhaitée] qu'il aurait combattu et vaincu le dragon (qui apparaît sur le blason de la ville) retiré dans l'église-forteresse. Une représentation de saint Georges existe d'ailleurs dans cette église ; une autre représentation de saint Georges (à cheval) est présente sur la façade de la maison du Petit-Saint-Georges.

Le dragon combattu par saint Georges, apparaît sur le blason de la ville.
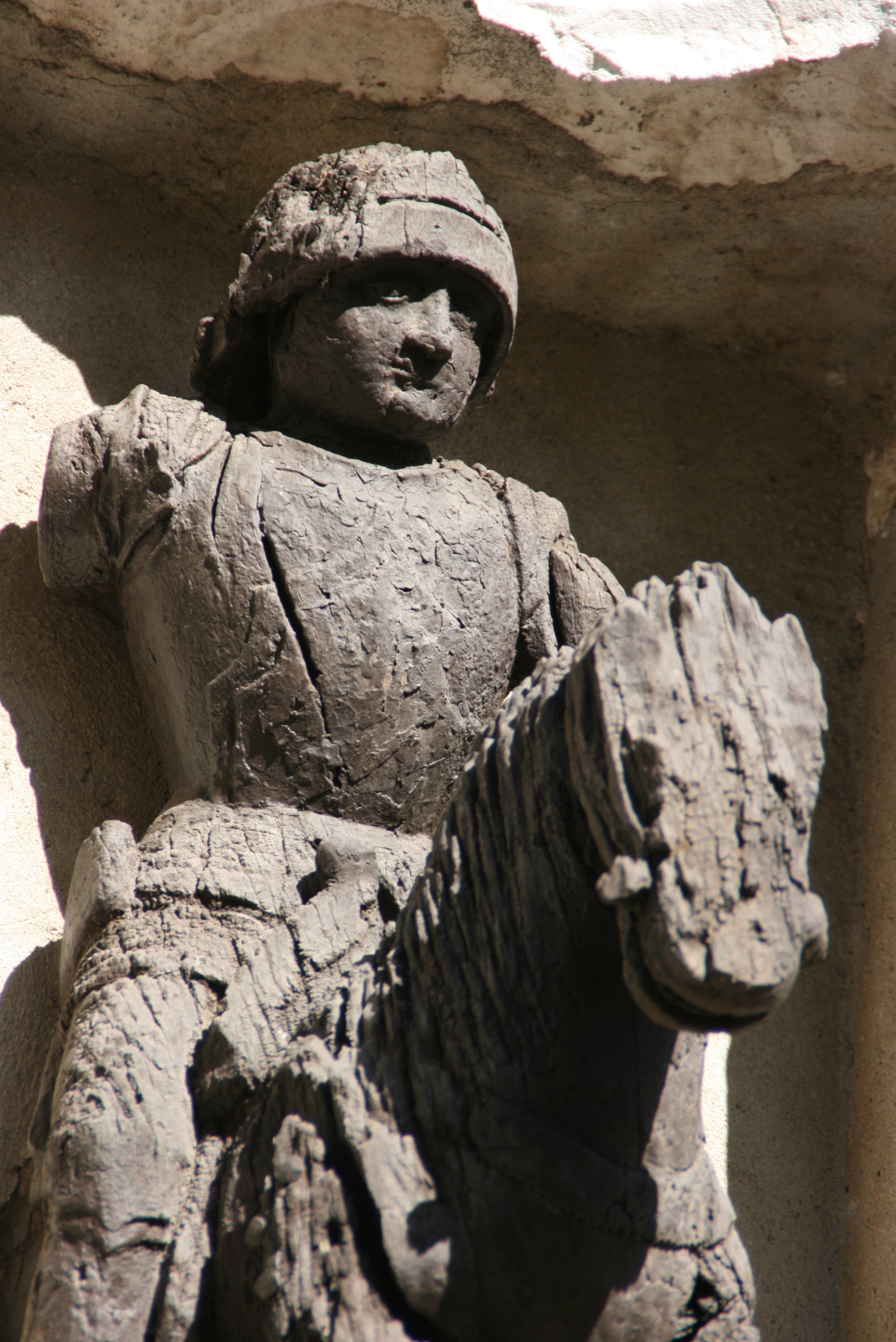
Saint Georges, sur la façade de la maison du Petit-Saint-Georges.

#### Le discours de Pérouges
En juin 1996, Bill Clinton, alors président des États-Unis en visite à Pérouges, dans le cadre du G7 organisé à Lyon, a prononcé un discours en réaction à l'attentat des tours de Khobar.

#### Le Printemps de Pérouges
Depuis 1997, le festival Le Printemps de Pérouges est organisé à Pérouges et dans sa région, utilisant l'église-forteresse comme salle de concert.